# Rhabdoblennius nitidus
Rhabdoblennius nitidus es una especie de pez marino de la familia de los blénidos.

## Hábitat
Se distribuye por toda la costa oeste del océano Pacífico, desde Japón al norte hasta la península de Malasia al sur, incluida Filipinas.
Es típicamente encontrado entre 0 y 2 metros de profundidad. Su población es común y estable en las zonas por las que se distribuye, por lo que su conservación se considera "de preocupación menor".

## Morfología
Con la forma característica de los blénidos y coloración críptica; los dientes en las mandíbulas inmóviles, menos de 40 en cada mandíbula; los últimos radios de la aleta anal se unen por una membrana al pedúnculo caudal; los tentáculos nasales son simples; ambos sexos con cresta occipital. La longitud máxima descrita es de 8'3 cm.

## Comportamiento
Los adultos se encuentran generalmente en la parte frontal de los arrecifes y partes en alto, expuestos a fuerte oleaje.
Son ovíparos, los huevos están unidos al interior del nido a través de una almohadilla adhesiva filamentosa, que tras eclosionar las larvas son planctónicas en aguas poco profundas.